# Hillbilly Moon Explosion
Hillbilly Moon Explosion — швейцарская рокабилли группа, основанная в 1999 году. Группа наиболее известна своим разносторонним смешением жанров с элементами рок-н-ролла, джамп-блюза, свинга, кантри, рутс-рока и сёрф-рока.

## История
Hillbilly Moon Explosion основана в 1998 как часть рокабилли-сцены Цюриха. Группа основана английским и швейцарским музыкантом Оливером Барони (вокал, басс, гитара) и итальянско-швейцарской певицей Эмануэлой Хаттер. Оливер Барони планировал покинуть свою бывшую группу Hillbilly Headhunters. Эмануэла Хаттер в то время работала с исполнителем и автором песен музыкального проекта MD Moon. Окончательный состав группы сформировался с приходом барабанщика Аада Холландера и гитариста Пэта Маттео, также бывшего участника группа Hillbilly Headhunters. Первая демо-кассета была закончена в тот же год. Эмануэла Хаттер в то время также была связана с сольными выступлениями и не вошла в группу до следующего года.
В 2006 году после выпуска альбома All Grown Up, англичанин Дункан Джеймс заменил Патрика Гезе в качестве гитариста, а Швисс Люк заменил Вейермана в качестве барабанщика. Француз Сильвен Пети позже окончательно взял на себя барабаны.
Помимо выступлений по Швейцарии, группа давала концерты в других Европейских странах, включая Германию, Францию, Испанию, Италию, Финляндию, Словению, Хорватию, Венгрию, Польшу, Австрию, а также Великобританию. В 2010-м году Hillbilly Moon Explosion выступали на разогреве у Джефа Бека в концертном зале «Олимпия». Два года подряд, в 2018 и 2019, они организовывали турне по восточному побережью США.
Участники группы живут в Цюрихе или его окрестностях.

## Стиль и отзывы
И хотя многие СМИ оценивают группу, как очень хороший пример жанра рокабилли из Швейцарии, сами участники Hillbilly Moon Explosion по-прежнему относят себя к жанру андерграунд.
В альбоме Buy, Beg or Steal, в песне "My Love for Evermore", Хаттер спела дуэтом с Марком "Спарки" Филлипсом из Британской сайкобилли-группы Demented Are Go. Последующие дуэты со Спарки появились в альбомах Damn Right Honey и With Monsters and Gods, а также в целом альбоме The Sparky Sessions, выпущенным в 2019-м году.

## Текущий состав
- Оливер Барони (вокал/бас-гитара)
- Эмануэла Хаттер (вокал/ритм-гитара)
- Дункан Джеймс (соло-гитара/вокал)
- Сильвен Пети (барабаны)

## Дискография
- Introducing The Hillbilly Moon Explosion (2002, Crazy Love Records)
- Bourgeois Baby (2004)
- By Popular Demand: The Basement Tapes (1999-2005) (2005, Crazy Love Records)
- All Grown Up (2006)
- Raw Deal (2010, The Freed)
- Buy, Beg or Steal (2011, The Freed; Jungle Records)
- Damn Right Honey! (2013, Goldtop Recordings/Jungle Records)
- French Kiss avec Arielle Dombasle (2015, Mercury Records/Universal Music France)
- With Monsters and Gods (2016, Jungle Records; The Freed; Cloud Hill)
- The Sparky Sessions feat. Mark “Sparky” Phillips (2019, Freedonia; Jungle Records)
- Back In Time (2024, Cleopatra Records)

## Внешние ссылки
- Официальный сайт группы
- Обзор альбома Hillbilly Moon Explosion - Back In Time (2024)